# Ernst Heinrich Georg Strohmeyer
Ernst Heinrich Georg Strohmeyer (* 27. Juni 1869 in Kiel; † 15. Dezember 1940 ebenda) war ein Kieler Stadtturnwart und Verwaltungsdirektor.

## Leben
Ernst Heinrich Georg Strohmeyer war ein Sohn des Korbmachers Otto Jochim Georg Strohmeyer (* 31. Januar 1836 in Raisdorf; † 25. Dezember 1926 in Kiel) und dessen Ehefrau Anna Magdalene, geborene Dose (* 1840; † 4. Februar 1916 in Kiel). Vorfahren der Familie kamen ursprünglich aus Österreich.
Strohmeyer besuchte das Lehrerseminar in Segeberg, das er 1890 verließ. Danach unterrichtete er in Kiel. Aufgrund seines bekannten Engagements für das Engagement unterrichtete er wenig später als Turnlehrer an der Oberrealschule I und der dortigen Universität, wo er als erste Lehrkraft staatliche Ausbildungskurse für Turnlehrer etablierte. Außerdem arbeitete er als Turnwart des Kieler Männerturnvereins und als Gauturnwart für den Turngau Ostholstein. In den Ferien bot er Lehrkräften vom Land, denen keine Turnhallen zur Verfügung standen, Kurse für Jugendspiele an der Kieler Universität an.
Am 16. Oktober 1903 heiratete Strohmeyer Margretha Friederike Georgine Otte (* 13. Januar 1875 in Kiel; † 8. Juli 1847 in Plön). Die Ehe blieb kinderlos. 1907 erhielt er einen Ruf als Stadtturninspektor in Dortmund. 1918 wechselte er von dort nach Frankfurt am Main, wo er kurzzeitig als Stadtturnrat arbeitete. Ein Jahr später übernahm er eine Stelle als Verwaltungsdirektor am Pinneberger Kreiswohlfahrtsamt. Im Ruhestand zog er 1933 nach Kiel.
Neben der beruflichen Tätigkeit schrieb Strohmeyer Aufsätze und Bücher, um den Turnsport populärerer zu machen. Außerdem berichtete er über Jugendherbergen und schrieb für die Kieler Zeitung zur Geschichte Schleswig-Holsteins.
Bekannt machten Strohmeyer auch seine Wandbücher, die er mit Anmerkungen zur Geschichte, Sagen, hervorzuhebenden Natureindrücken und historischen Stätten versah. Sein Schleswig-Holsteinisches Wander- und Reisebuch erschien bis 1925 in fünfter Auflage.
Strohmeyers handschriftlichen Arbeiten wurden während des Zweiten Weltkriegs größtenteils zerstört.

## Werke
- Die Schlacht bei Bau (9. April 1848) und die Kieler Freischaren. In: Die Heimat. Monatsschrift des Vereins zur Pflege der Natur- und Landeskunde in Schleswig-Holstein, Hamburg und Lübeck. Bd. 8 (1898), Heft 4, April 1898, S. 85–89 (Digitalisat).